# Démographie du Gabon
Cet article contient des statistiques concernant la démographie du Gabon.

## Évolution de la population
| Pays d'origine                   | 2015      |
| -------------------------------- | --------- |
| Population totale au Gabon       | 1 789 227 |
| Population non immigrée          | 1 520 843 |
| Population immigrée totale       | 268 384   |
| Guinée équatoriale               | 56 283    |
| Mali                             | 35 709    |
| Bénin                            | 33 794    |
| Cameroun                         | 32 792    |
| Sénégal                          | 19 746    |
| Nigeria                          | 15 479    |
| Togo                             | 14 900    |
| République du Congo              | 10 564    |
| France                           | 10 403    |
| République démocratique du Congo | 5 766     |
| Burkina Faso                     | 4 526     |
| Sao Tomé-et-Principe             | 4 213     |
| Ghana                            | 4 119     |
| Guinée                           | 3 222     |
| Tchad                            | 2 929     |
| Côte d'Ivoire                    | 2 197     |
| Liban                            | 1 619     |

Évolution de la démographie entre 1961 et 2009 (chiffre de la FAO, 2011).

Source : https://www.iom.int/fr/la-migration-dans-le-monde
Au Gabon la population d'origine immigrée représente environ 15 % de la population totale.